# Leopoldo Vallejos
Leopoldo Vallejos (16 luglio 1944) è un ex calciatore cileno, di ruolo portiere.

## Carriera
La sua carriera di club si è suddivisa in svariate società calcistiche cilene. Dal 1964 al 1970 ha difeso i pali dell'Universidad Católica. Con la squadra di Santiago ha vinto un Campionato cileno. Con la Nazionale cilena ha preso parte ai Mondiali 1974 e alla Copa América 1975.

## Palmarès
- Campionato cileno: 5

Universidad Catolica: 1966, 1987
Union Espanola: 1973, 1975
CD Everton: 1976